# Estanh de Pòdo
L'estanh de Pòdo és un llac glacial situat a la conca oriental del circ de Colomèrs, al terme municipal de Naut Aran, a la Vall d'Aran. Es troba a 2.449 metres d'altitud, i la seva superfície és de 4,78 hectàrees. Està inclòs a la zona perifèrica del Parc Nacional d'Aigüestortes i Estany de Sant Maurici.
L'estany de Pòdo és un dels pocs estanys eutròfics, ric en elements nodridors, dels Pirineus, probablement de manera natural.
Es troba als peus del Tuc de Pòdo.